# Horst Köppel
Horst Köppel (Stuttgart, 1948. május 17. –) korábbi német Európa-bajnok (1972) labdarúgó, az NSZK válogatottjában 11 alkalommal szerepelt.

## Pályafutása

### Klubcsapatokban
Pályafutását az SpVgg Neuwirtshaus (1953–1958), az FV Zuffenhausen (1958–1964) és a VfB Stuttgart utánpótláscsapataiban kezdte (1964–1966). 1966-ban a Stuttgart felnőtt csapatában is bemutatkozhatott. 1968 és 1971 között Borussia Mönchengladbach játékosa volt, majd visszaigazolt Stuttgartba. 1973-ban ismét a Borussia játékosa lett és itt játszott egészen 1979-ig. 
A Borussia Mönchengladbach színeiben öt bajnokságot (1969–70, 1970–71, 1974–75, 1975–76, 1976–77), és két UEFA-kupát (1975, 1979) nyert. Szerepelt még az 1977-es Liverpool elleni BEK döntőben is, de ekkor vereséget szenvedett csapatával. Összesen 308 mérkőzésen szerepelt a Bundesligaban és 83 gólt szerzett.

### Válogatottban
Az NSZK válogatottjában 1968-ban mutatkozott be. Tagja volt az 1972-es Európa-bajnokságon győztes válogatottnak. 1968 és 1973 között összesen 11 alkalommal szerepelt a nemzeti csapatban és két gólt szerzett.

### Edzőként
Vezetőedzőként a legjobb eredménye a német kupa megnyerése a Borussia Dortmund csapatával 1989-ben.

## Sikerei, díjai
Borussia Mönchengladbach
Bundesliga
- Győztes: 1969–70, 1970–71, 1974–75, 1975–76, 1976–77

BEK
- Második hely: 1976–77

UEFA-kupa
- Győztes: 1974–75, 1978–79

Borussia Dortmund
DFB-Pokal
- Győztes: 1988–89 (edzőként)

NSZK
Európa-bajnokság
- Győztes: 1972